# George B. McClellan
George Brinton McClellan (Filadelfia, 3 dicembre 1826 – Orange, 29 ottobre 1885) è stato un generale e politico statunitense di grado maggior generale, per breve tempo comandante in capo dell'esercito unionista durante la Guerra di secessione americana.
Addestrato nell'Accademia militare di West Point, servì sotto il generale Winfield Scott nella guerra contro il Messico. Nel 1857 abbandonò per qualche anno la carriera militare per lavorare nelle ferrovie; tornò nell'esercito unionista nel 1861 allo scoppio della guerra di secessione.
Nelle prime fasi della guerra, McClellan ebbe un ruolo importante nel costituire un esercito unionista bene addestrato e organizzato. Tuttavia, meticoloso nella pianificazione e nella preparazione, le sue capacità di comando durante le battaglie furono messe in discussione ed egli fu accusato d'incompetenza e di eccesso di cautela. Per quanto abile organizzatore, McClellan lasciò l'iniziativa delle operazioni al suo avversario, il generale Robert Edward Lee, al contrario di Ulysses Simpson Grant o William Tecumseh Sherman, che accettavano il rischio di uno scontro determinante anche senza perfezionare tutti i preparativi. Il fallimento della sua campagna peninsulare del 1862, volta ad impadronirsi di Richmond, fu dovuto in parte rilevante al più che cauto movimento delle sue truppe verso la capitale confederata, che concesse ai comandanti confederati il tempo necessario per rafforzare le difese.
Il generale McClellan sembrò non coltivare mai la fiducia del presidente Abraham Lincoln e dette prova di sostanziale insubordinazione nei confronti del suo "comandante in capo". Dopo essere stato rimosso dal comando, McClellan si presentò come candidato democratico opposto a Lincoln alle elezioni presidenziali del 1864, venendo tuttavia sconfitto nettamente. Dopo la guerra fu eletto governatore dello Stato del New Jersey, fece costruire una ferrovia e divenne scrittore nei suoi ultimi anni. Molti dei suoi scritti furono in difesa del suo operato nel corso della campagna peninsulare e nella prima parte della guerra di secessione.

## Biografia
Nato a Filadelfia (Pennsylvania), dal chirurgo Dr. George McClellan, fondatore della Thomas Jefferson University, e di Elizabeth Sophia Steinmetz Brinton McClellan, McClellan dapprima studiò all'università della Pennsylvania, quindi si spostò nell'Accademia Militare degli Stati Uniti di West Point, classificandosi secondo della sua classe nel 1846. Inizialmente assegnato al corpo del genio, servì sotto il generale Winfield Scott in Messico, quindi passò alla cavalleria.
Inviato a studiare gli eserciti europei, egli fu osservatore nel corso dell'assedio di Sebastopoli nella guerra di Crimea. Al suo rientro in patria presentò all'esercito un modello di sella che affermò di aver visto usare in Prussia e Ungheria. Essa divenne nota come "sella McClellan" e venne adottata come attrezzatura standard dell'esercito statunitense a partire dal 1859, rimanendo in uso, in vari modelli, per tutto il periodo di esistenza della cavalleria statunitense.
Nel 1852 partecipò, sotto il comando del capitano Randolph Barnes Marcy, alla spedizione che scoprì le sorgenti del Red River. McClellan si dimise il 6 gennaio 1857 e si dedicò a una carriera nel campo delle ferrovie, diventando capo-ingegnere della Illinois Central e quindi presidente di una divisione della Ohio & Mississippi.

## Guerra di secessione

### Area occidentale della Virginia
McClellan rientrò nella carriera militare quando nel 1861 scoppiò la guerra di secessione, andando inizialmente a comandare la milizia dell'Ohio. Il suo primo incarico fu quello di occupare l'area occidentale della Virginia, che si intendeva mantenere nell'Unione e che più tardi divenne lo Stato della Virginia Occidentale. Lì egli sconfisse due piccoli eserciti confederati nel 1861 e diventò famoso in tutto il Paese.
Dopo la sconfitta delle forze unioniste a Bull Run nel luglio 1861, Lincoln nominò McClellan comandante dell'armata del Potomac (26 luglio), la principale armata dislocata intorno a Washington. McClellan fece conseguire un alto grado di organizzazione a questa armata e il 1º novembre 1861 diventò comandante supremo di tutte le forze dell'Unione, il primo ad avere tale onore dall'epoca del ritiro del generale Winfield Scott. Nell'ultima parte del 1861 e nei primi mesi del 1862, numerosi esponenti unionisti iniziarono a essere impazienti per la lentezza di McClellan nell'assumere un'iniziativa d'attacco, mentre egli insisteva che le truppe non erano ancora pronte. Lincoln spingeva McClellan ad attaccare ed accettò, con qualche riluttanza, il piano di McClellan di procedere alla volta di Richmond (Virginia), dopo essersi mosso via mare da Fort Monroe (un forte rimasto in mano unionista al momento della secessione della Virginia). Questa campagna è nota come campagna peninsulare. 

### Campagna Peninsulare
L'avanzata di McClellan nella penisola della Virginia si dimostrò lenta. Egli dette credito ai rapporti d'informazione che accreditavano i Confederati di una consistenza numerica di due o tre volte maggiore del reale. Le critiche alla sua lentezza si dimostrarono giustificate quando alcune fortificazioni confederate, evacuate dopo che McClellan ebbe dispiegato contro di esse il suo parco d'artiglieria d'assedio, si dimostrarono difese da simulacri di cannoni.
Nella prima parte della campagna, il generale confederato John B. "Prince John" Magruder aveva l'incarico di difendere la penisola dall'avanzata di McClellan con una forza abbondantemente inferiore. Magruder usò un sistema di primitive ma efficaci fortificazioni difensive che si avvantaggiava dei corsi d'acqua esistenti, oltre che delle tortuose paludi create dal fiume Warwick, per stabilire una linea difensiva lungo la penisola, ancorata a Yorktown. Quindi, usando gli effettivi di cui disponeva, Magruder generò la falsa impressione di numerose truppe disposte dietro le linee e di un numero ancora maggiore di soldati che stavano sopraggiungendo. Riuscì in tutto questo facendo marciare piccoli gruppi di uomini più e più volte, lì dove essi potevano essere visti a distanza o al limite della linea di visuale, facendoli accompagnare da un gran frastuono e da fanfare. Come risultato, McClellan perse molto tempo e risorse assediando Yorktown e lasciando un gran numero di pezzi d'artiglieria sul posto, sovrastimando la forza avversaria, che egli riteneva fosse assai più ampia della sua. Prima di lanciare la sua offensiva contro Yorktown, venne a sapere che il nemico si era ritirato dalla penisola alla volta di Williamsburg. McClellan fu in tal modo costretto a mettersi all'inseguimento senza trarre alcun beneficio dal vasto numero di cannoni che aveva tanto accuratamente ammassato davanti Yorktown.
McClellan ripose anche speranze su un accostamento a Richmond per via fluviale, lungo il fiume James. Questo approccio fu reso vano dalla disfatta della Marina dell'Unione nella battaglia del Bluff di Drewry circa sette miglia a valle della capitale confederata, il 15 maggio 1862.
Le forze di terra di McClellan, confortate dal controllo del fiume York e del fiume Pamunkey, giunsero a poche miglia da Richmond e, il 1º giugno, il suo esercito respinse un attacco nella battaglia di Seven Pines. Il comandante confederato Joseph E. Johnston fu ferito in questa battaglia e Jefferson Davis nominò Robert Edward Lee quale comandante dell'armata della Virginia Settentrionale. Con la sua linea a cavallo del fiume Chickahominy, McClellan passò le successive tre settimane a riposizionare le sue truppe, aspettando i promessi rinforzi, perdendo un tempo decisivo mentre i Confederati rinforzavano le difese di Richmond.
Alla fine di giugno, Lee ordinò una serie di battaglie d'attacco note come le battaglie dei Sette Giorni. Mentre tali attacchi fallivano e con essi lo scopo che Lee si era prefisso, di frantumare l'esercito di McClellan, essi però scossero McClellan e lo convinsero a far retrocedere il suo esercito più lontano da Richmond, in una base sul fiume James. In un telegramma che riportava tali eventi, McClellan accusò Lincoln di aver fatto del suo meglio perché l'armata del Potomac fosse sacrificata: un commento che Lincoln non lesse mai (almeno a quel tempo) poiché fu censurato dal telegrafista del ministero della Guerra.
Pressato per rimuovere McClellan dal comando, Lincoln operò un compromesso, chiamando alcuni uomini di McClellan e alcune unità di recente costituzione per creare l'armata della Virginia, sotto il comando di John Pope, che avanzò verso Richmond da nord est. Pope fu sconfitto in modo spettacolare da Lee nella seconda battaglia di Bull Run in agosto.

### Difesa contro l'invasione del Maryland di Lee
Lee continuò quindi la sua offensiva lanciando la campagna del Maryland, nella speranza di guadagnare simpatie per la Confederazione all'interno dello Stato schiavista del Maryland. Lincoln allora restituì l'armata di Pope a McClellan, il 2 settembre 1862. Le forze unioniste trovarono accidentalmente una copia degli ordini di Lee che aveva operato la divisione delle sue forze, ma McClellan non si mosse abbastanza in fretta per sconfiggere la Confederazione prima che le due parti dell'esercito di Lee riuscissero a ricongiungersi. Nella battaglia di Antietam presso Sharpsburg (Maryland), il 17 settembre 1862, McClellan attaccò Lee. L'esercito di Lee, benché soverchiato numericamente, non fu sconfitto in modo decisivo, dal momento che le forze dell'Unione non riuscirono a coordinare i loro attacchi e dal momento che McClellan escluse dal combattimento la sua ampia riserva.
Dopo la battaglia, Lee si ritirò in Virginia. Quando McClellan non inseguì Lee in modo aggressivo dopo Antietam, fu rimosso dal comando il 5 novembre e rimpiazzato dal maggiore generale Ambrose Burnside il 9 novembre. Non gli fu mai più assegnato alcun altro comando.

### Carenza di capacità di comando
(Raimondo Luraghi, Storia della guerra civile americana BUR 1994, Vol. I, pag. 373)

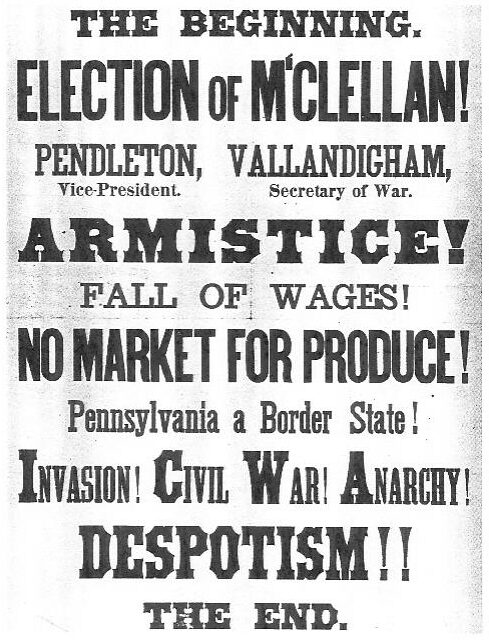
Un manifesto del Partito dell'Unione in Pennsylvania che metteva in guardia nel 1864 sul disastro che si sarebbe prodotto in caso di vittoria di McClellan

McClellan generalmente ebbe ottime relazioni con le sue truppe. Si ricorda come egli fosse affettuosamente chiamato "Piccolo Mac"; altri talora lo chiamavano il "Giovane Napoleone". Si diceva che la sua riluttanza ad impegnare battaglia gli derivasse in parte dal suo intenso desiderio di risparmiare la vita dei suoi uomini, al punto di mancare di prendere l'iniziativa contro il nemico, malgrado avesse buone opportunità per conseguire vittorie decisive (che avrebbero potuto metter fine alla guerra rapidamente, risparmiando la vita di migliaia di soldati su entrambi i fronti morti invece nelle seguenti battaglie).
Un'altra causa potrebbe essere dipesa dal suo coraggio personale. Durante le battaglie critiche, McClellan generalmente stava ben lontano da ogni azione: durante le battaglie dei Sette Giorni si era spinto lontano dalle scene degli scontri, a nord del fiume Chickahominy; nella battaglia di Malvern Hill era a bordo di una cannoniera unionista, la U.S.S. Galena, in un punto a dieci miglia a valle del fiume James; ad Antietam il suo quartier generale era varie miglia nelle retrovie ed egli esercitò uno scarsissimo controllo della battaglia.

## Ritorno alla vita civile
McClellan fu nominato dai Democratici per concorrere alla campagna presidenziale contro Abraham Lincoln nelle elezioni presidenziali del 1864.
Egli sosteneva la guerra ma la Convenzione del suo partito approvò un programma elettorale favorevole alla pace, che McClellan non sottoscrisse. La profonda divisione nel partito, l'unità dei Repubblicani (che concorrevano sotto l'etichetta di "Partito dell'Unione") e i successi militari dell'autunno 1864 condannarono McClellan. Lincoln vinse facilmente le elezioni. Mentre McClellan era ampiamente popolare fra le truppe quando era stato comandante, essi votarono per Lincoln contro McClellan con un margine di 3 a 1 o anche di più.
Dopo la guerra, McClellan fu nominato ingegnere capo del New York City Department of Docks. Nel 1872 fu nominato presidente dell'Atlantic & Great Western Railroad.
Nel 1877 McClellan fu eletto governatore del New Jersey come Democratico, restando in carica dal 1878 al 1881. I suoi ultimi anni furono dedicati a viaggiare e scrivere. Giustificò la sua carriera militare nel libro McClellan's Own Story, pubblicato nel 1877.
Morì nel 1885 a Orange (New Jersey) e fu sepolto nel Riverview Cemetery a Trenton (New Jersey).
Suo figlio, George B. McClellan, Jr., fu anch'egli un politico, sindaco di New York dal 1904 al 1909.